# (159) Æmilia
(159) Æmilia ou encore (159) Aemilia, est un astéroïde de la ceinture principale découvert par les frères Paul-Pierre Henry et Prosper-Mathieu Henry le 26 janvier 1876. On a donné le crédit de cette découverte à Paul. Il fut nommé en honneur de la Via Aemilia.
Camille Flammarion dans son Astronomie Populaire référence cet astéroïde typographié avec sa ligature Æ, en revanche il ne francise pas le nom totalement en Émilie.